# Gerontokinesiología
Gerontokinesiología (Kinesiología geriátrica o Kinesiología para la tercera edad) es una disciplina muy particular de la  Kinesiología, no tanto por sus técnicas que son similares o idénticas (en muchos casos) a las del adulto, sino por las modalidades de su aplicación y adaptación a las personas de edad. Por el aumento del índice de vida, adquiere en la actualidad, cada vez mayor importancia.
El término geronte se aplica a las personas que sobrepasan los 60 años de edad. La gerontología es la disciplina que se ocupa en forma científica de todos los problemas dependientes del fenómeno del envejecimiento, tanto biológicos, como psicológicos, económicos y sociológicos. La geriatría es la rama estrictamente médica de la gerontología que se ocupa de los aspectos clínicos terapéuticos, sociales y preventivos de las enfermedades en los gerontes o personas de edad avanzada. 

## Abordaje terapéutico
El abordaje terapéutico de estos pacientes es interdisciplinario. Es misión de la Kinesiología como parte del equipo interdisciplinario facilitar la conservación o el mejoramiento de sus aptitudes funcionales y psicomotrices. Como profesional de la salud, el gerontokinesiólogo está preparado para actuar ya sea en la prevención del envejecimiento acelerado o inarmónico y/o la degradación de las aptitudes funcionales a través de la promoción y educación, y en el tratamiento específico de patologías. O sea, la gerontokinesiología tiene por objetivo mejorar la atención y la calidad de vida de los ancianos.

## Ámbitos de desempeño
Los lugares donde el Kinesiólogo puede desempeñar su campo de acción dentro del área de la gerontokinesiología, son entidades como: hospitales, clínicas, sanatorios, centros de rehabilitación, consultorios externos, atención domiciliaria, geriátricos y hogares, etc.
La República Argentina presenta una población de más del 8% de personas con más de 60 años, situación que la coloca en lo que sería una población vieja según la Organización Mundial para la Salud (OMS). Este no es un dato menor, sino al contrario un gran indicador del campo amplio en el cual se puede desarrollar y aportar sus conocimientos los Kinesiólogos que se desempeñan en esta área.
El Kinesiólogo debe ser un profesional experto que al realizar la evaluación de una persona de tercera edad, descubra las verdaderas causas de los problemas, evite la generalización de las personas de tercera edad, y evite dar por sentado que sus problemas están relacionados con la edad. 
La Gerontokinesiología, es una especialidad dentro de la Kinesiología, que resulta indispensable en el presente y lo será más a aún en el futuro. Esto se debe en primer lugar a los cambios demográficos que se están experimentando y las necesidades que genera el proceso de envejecimiento, y en segundo lugar porque el Kinesiólogo tiene desde la terapéutica y la rehabilitación, un rol preponderante dentro del equipo salud, para la atención de la población geronte.